# Anders Fredrik Centerwall
Anders Fredrik Centerwall, född 17 mars 1845 i Malmö, död 18 augusti 1907 i Stockholm, var en svensk militär, det svenska kustartilleriets skapare. Han var syssling till Julius Centerwall.

## Biografi
Centerwall blev 1864 underlöjtnant, 1871 löjtnant och 1875 kapten vid Göta artilleriregemente. Centerwall var 1873–1878 lärare vid Krigshögskolan och 1878–1885 vid Artilleri- och ingenjörhögskolan, 1870–1884 artilleristabsofficer och därunder 1877–1884 konstruktionsofficer. Han blev 1889 major vid Vaxholms artillerikår, 1893 överstelöjtnant och tillförordnad chef för Karlskrona artillerikår samt kommendant på befästningarna vid Karlskrona, 1894 överste och chef för sistnämnda artillerikår, 1901 generalmajor samt 1902 chef för det nybildade kustartilleriet. Han blev 1884 ledamot av Kungliga Krigsvetenskapsakademien och 1894 av Kungliga Örlogsmannasällskapet samt 1901 hedersledamot i nämnda sällskap.
Som militär organisatör hade Centerwall inlagt stora förtjänster såväl vid uppsättningen av Karlskrona artillerikår som vid nyorganisationen av det svenska kustartilleriet. Centerwall fulländade även Fabian Wredes arbeten på den inre ballistikens område och gjorde dem tillämpliga för moderna artilleripjäser och krutslag. Resultaten av hans artillerivetenskapliga undersökningar förelåg i ett arbete med titeln Inre ballistisk räknemetod för Nobelkrut (1902-03). Som artilleriteknisk rådgivare hos aktiebolaget Bofors-Gullspång hade Centerwall därjämte i inte obetydlig grad bidragit till Boforsverkens stora framsteg under de senaste decennierna.
Centerwall var även kommunalpolitiker i Karlskrona stad, invald i kommunfullmäktige 1897, och ordförande i detsamma under perioden från Fredrik von Otters utnämning till statsminister år 1900 till dess han själv blev kustartillerichef och således tvingades flytta till Stockholm året därefter.
Anders Fredrik Centerwall var far till författaren Senta Centervall.